# 锡布兰

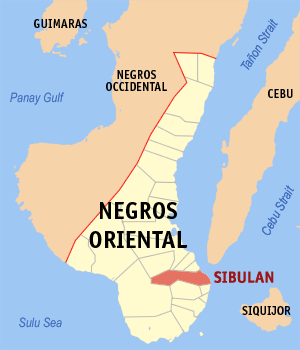
东内格罗省的地图，示锡布兰所在地

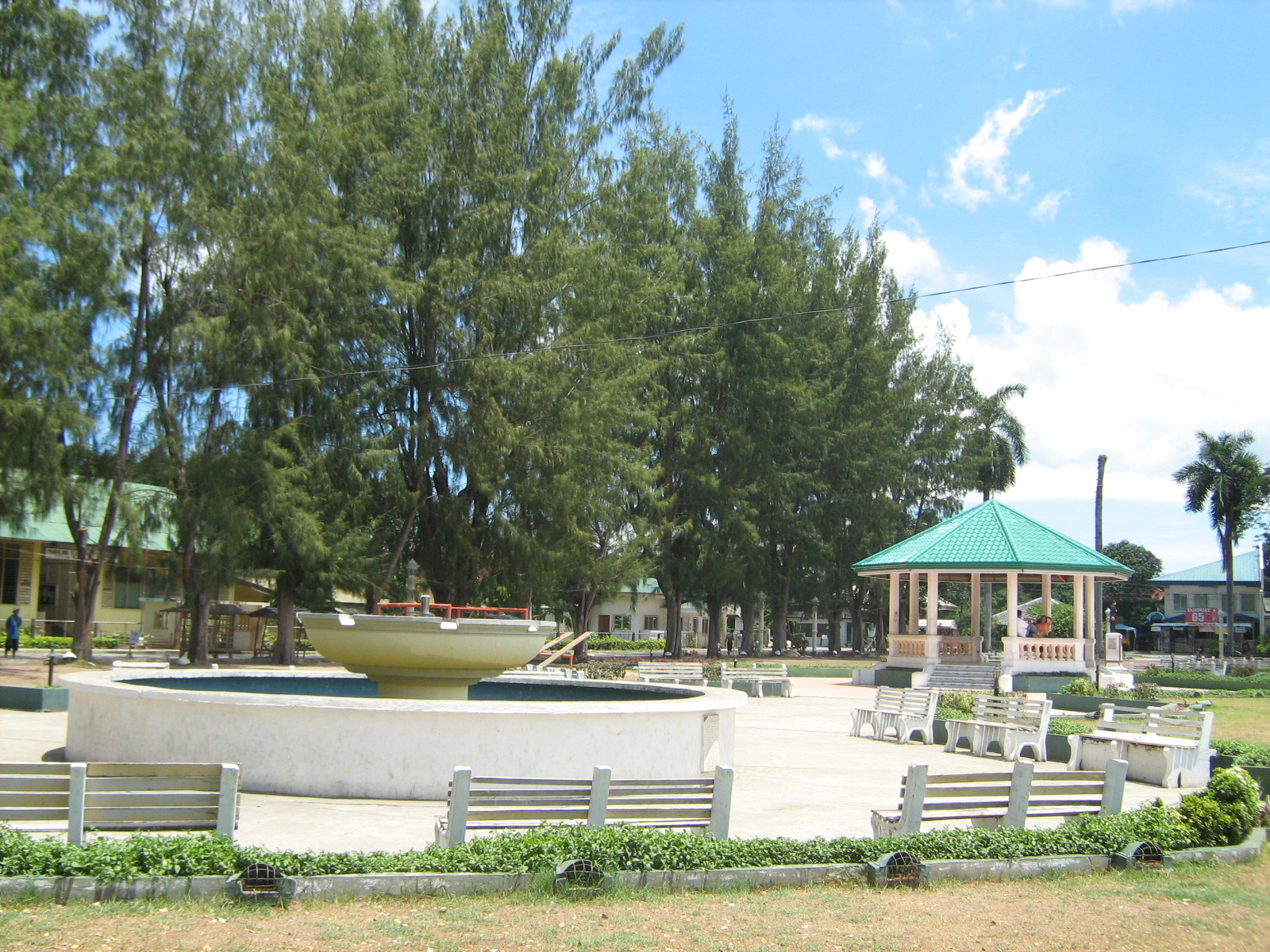
锡布兰

锡布兰（Sibulan）是菲律宾东内格罗省的一座城市。面积163平方公里。根据2015年人口普查结果，锡布兰市拥有59,455名居民。